# ماسامبا
ماسامبا (بالإنجليزية: Masamba)‏ هي district of Indonesia تقع في إندونيسيا في نورث لوو.